# Showtime, Storytime
Showtime, Storytime es un DVD en vivo de la banda de metal sinfónico finlandesa Nightwish, también lanzado como Blu-Ray doble y CD el 29 de noviembre de 2013 y el 10 de diciembre del mismo año en Estados Unidos. Nuclear Blast grabó su presentación durante el festival Wacken Open Air en Wacken, Alemania el 3 de agosto de 2013. Es la primera producción en la que aparece Floor Jansen como vocalista. En un principio ella reemplazó a la anterior vocalista Anette Olzon durante su gira por Norteamérica, y el 9 de octubre del mismo año se anunció a Floor Jansen como integrante oficial de la banda incluyendo a Troy Donockley, quien ya había participado con la banda desde el disco Dark Passion Play como integrante invitado. El tiempo de duración del concierto es de 1 hora y 38 minutos, el álbum también contiene un documental de 120 minutos de los primeros días de Jansen, aún como miembro de apoyo, y su proceso de adaptación, llamado "Please Learn the Setlist in 48 Hours."

## Lista de canciones
Video Disc 1
1. «Dark Chest of Wonders»(4:33)
2. «Wish I Had an Angel»(4:49)
3. «She Is My Sin»(4:55)
4. «Ghost River»(6:05)
5. «Ever Dream» (5:21)
6. «Storytime» (5:38)
7. «I Want My Tears Back» (6:44)
8. «Nemo» (4:45)
9. «Last of the Wilds»(6:32)
10. «Bless the Child» (7:06)
11. «Romanticide»(5:40)
12. «Amaranth»(4:26)
13. «Ghost Love Score»(10:31)
14. «Song of Myself» (7:53)
15. «Last Ride of the Day» (4:34)
16. «Outro: Imaginaerum» (6:16)

Bonus:
- «I Want My Tears Back»(Live from Helsinki) (5:27)
- «Ghost Love Score» (Live from Buenos Aires) (11:00)

Video Disc 2
1. Please Learn the Setlist in 48 Hours (Documental) (2:00:11)
2. Nightwish Table Hockey Tournament (Bonus) (16:33)
3. Christmas Song for a Lonely Documentarist (Bonus) (3:39)

CD 1
1. «Dark Chest of Wonders»
2. «Wish I Had an Angel»
3. «She is my Sin»
4. «Ghost River»
5. «Ever Dream»
6. «Storytime»
7. «I Want my Tears back»
8. «Nemo»
9. «Last of the Wilds»

CD 2
1. «Bless the Child»
2. «Romanticide»
3. «Amaranth»
4. «Ghost Love Score»
5. «Song of Myself»
6. «Last Ride of the Day»
7. «Outro: Imaginaerum»

## Integrantes
- Floor Jansen: Vocalista femenina
- Tuomas Holopainen: Tecladista
- Emppu Vuorinen: Guitarrista
- Marco Hietala: Bajista/Vocalista masculino (en canciones 2, 4, 5, 7, 11, 12, 14 y 15)
- Jukka Nevalainen: Baterista
- Troy Donockley: Flautisa/Gaita Irlandesa

## Posiciones
| Gráfica DVD (2013)                 | Pico de posición |
| ---------------------------------- | ---------------- |
| Belgian Music DVD Chart (Flanders) | 15               |
| Belgian Music DVD Chart (Wallonia) | 6                |
| Dutch Music DVD Chart              | 14               |
| Finnish Music DVD Chart            | 1                |
| French Music DVD Chart             | 2                |
| German Music DVD Chart             | 1                |
| Swedish Music DVD Chart            | 2                |

| Gráfica Álbum (2013)            | Pico de posiciones |
| ------------------------------- | ------------------ |
| Belgian Albums Chart (Flanders) | 184                |
| Belgian Albums Chart (Wallonia) | 158                |
| Finnish Albums Chart            | 40                 |
| German Albums Chart             | 6                  |
| Korean Albums Chart             | 49                 |
| Swiss Albums Chart              | 52                 |
| UK Albums Chart                 | 126                |
| UK Indie Albums Chart           | 13                 |
| UK Rock Albums Chart            | 5                  |